# Лесовщина (Житомирский район)
Лесовщина (укр. Лісівщина) — село на Украине, находится в Житомирском районе Житомирской области.
Код КОАТУУ — 1822087904. Население по переписи 2001 года составляет 40 человек. Почтовый индекс — 12435. Телефонный код — 412. Занимает площадь 4 км².

## Адрес местного совета
12435, Житомирская область, Житомирский р-н, с. Туровец, ул. Канарских, 34